# Мюшенбах
Мюшенбах (нем. Müschenbach) — община в Германии, в земле Рейнланд-Пфальц. 
Входит в состав района Вестервальд. Подчиняется управлению Хахенбург.  Население составляет 998 человек (на 31 декабря 2010 года). Занимает площадь 3,50 км².